# 鬼平犯科帳スペシャル 兇賊
『鬼平犯科帳スペシャル 兇賊』（おにへいはんかちょうスペシャル きょうぞく）は、2006年2月17日19時57分から21時54分にフジテレビ系列で放送された単発時代劇。池波正太郎原作の時代劇シリーズ『鬼平犯科帳』のスペシャル版。
地上デジタルとBSフジでの放映時 画角16:9、フィルム撮影、ハイビジョン製作。

## 概要
本作は、二代目中村吉右衛門主演のテレビ時代劇『鬼平犯科帳』のテレビ第1シリーズ第9話「兇賊」のリメイク作品にあたる。

## ストーリー
加賀国・倶梨伽羅峠の麓にある故郷を訪れた老盗・鷺原の九平は雨宿りした御堂の中から3人の男が密談をしているのを聞いてしまう。それは火付盗賊改方長官・長谷川平蔵の暗殺に関わる話であり、3人の男の頭領こそ、平蔵率いる火付盗賊改方の囲みを破った上に密偵を殺害して逃亡した極悪非道の大盗・網切の甚五郎であった。そして1年後、江戸で居酒屋を開いている九平の前にある侍がやってくる。その侍が帰った直後、3人の浪人が現れ、侍の行方を問い詰めて店を去った。気になった九平が様子を見に行くと件の浪人と侍が斬り合いをしており、侍が浪人を切り伏せたところであった。九平は更に侍の後を追けてゆくと、侍は火付盗賊改方の役宅の中に入りしな、九平に労いの言葉をかけていく。侍は長谷川平蔵だった。驚いた九平は次の日から店を閉めて身を隠す。一方、江戸に舞い戻っていた網切の甚五郎は3軒の畜生働き（貧しい者からも盗む、盗みに入った先の者を殺傷する、盗みに入った先の女性を強姦する、という盗賊の掟に背く行為）を行い、火付盗賊改方も網切の甚五郎が江戸に現れたと判断し、探索を始めるが…。

## スタッフ
- 企画 - 能村庸一（フジテレビ）、武田功（松竹）
- プロデューサー - 保原賢一郎（フジテレビ）、佐生哲雄（松竹）、足立弘平（松竹）
- 原作 - 池波正太郎 「兇賊」より（文春文庫刊）
- 脚本 - 古田求
- 音楽 - 津島利章
- 美術監修 - 西岡善信
- 料理指導 - 阿部孤柳
- テーマ音楽 - インスピレイション / ジプシー・キングス
- ナレーター - 能村太郎
- 監修 - 小野田嘉幹
- 監督 - 井上昭
- 制作 - フジテレビ、松竹株式会社
- 著作 - 松竹株式会社

## キャスト
- 長谷川平蔵 - 二代目中村吉右衛門
- 久栄 - 多岐川裕美
- 酒井祐助 - 勝野洋
- 木村忠吾 - 尾美としのり
- 村松忠之進 - 沼田爆
- 沢田小平次 - 真田健一郎
- 三井忠次郎 - 中村吉之助
- 竹内孫四郎 - 中村吉三郎
- 山崎国之進 - 中村吉五郎
- 松永弥四郎 - 宮川不二夫
- 同心 - 中村吉六
- 同心 - 中村吉二郎
- 小林金弥 - 三代目中村歌昇
- 小房の粂八 - 蟹江敬三
- 伊三次 - 三浦浩一
- 大滝の五郎蔵 - 綿引勝彦
- 三次郎 - 藤巻潤
- おとき - 江戸家まねき猫
- おまさ - 梶芽衣子
- 鷺原の九平 - 小林稔侍
- 網切の甚五郎 - 大杉漣
- 馬返しの与吉 - 本田博太郎
- 野尻の虎三 - 徳井優
- お葉 - 中原果南
- 文挟の友吉 - 伊藤洋三郎
- 山本利右衛門 - 醍醐貢介
- 関口 - 野口寛
- 大村の主人 - 本城丸裕
- 浪人一 - 円藤耕成
- 浪人二 - 東田達夫
- 大村の女中 - 亜呂奈
- 天野の妻 - 松村康世
- 九平の女房 - 金子珠美
- 九平の娘 - 小林ゆか
- おみつ - 渡辺万也
- 絵師 - 富士谷隆
- 天野彦八郎 - 神山繁
- おもん - 若村麻由美

## 原作との相違
本作では、鷺原の九平が雨宿りした御堂の中から3人の男が密談をしているのを聞いてしまうことになっているが、原作では九平は腹を下して用足しの茂みの中から密談を聞いている。